# Fédération du Nigeria
Pour le territoire britannique autonome appelé Fédération du Nigeria de 1954 à 1960, voir Colonie et protectorat du Nigeria.
1960–1963
Entités précédentes :
- Colonie et protectorat du Nigeria

Entités suivantes :
- République fédérale du Nigeria

La fédération du Nigeria est le prédécesseur du Nigeria actuel, depuis son indépendance, le 1er octobre 1960, jusqu'à la proclamation de la république, le 1er octobre 1963. Il s'agissait d'un royaume du Commonwealth.

## Histoire
La domination britannique sur la colonie du Nigeria prend fin en 1960, lorsque la loi sur l'indépendance du Nigeria fait de la fédération un État souverain indépendant. Élisabeth II reste chef de l'État, en tant que reine du Nigeria. Ses pouvoirs sont principalement exercés par le gouverneur général du Nigeria. Deux personnes occupent cette fonction :
1. Sir James Wilson Robertson (1er octobre – 16 novembre 1960) ;
2. Dr Nnamdi Azikiwe (16 novembre 1960 – 1er octobre 1963).

Sir Abubakar Tafawa Balewa occupe le poste de Premier ministre (et de chef du gouvernement).
La république fédérale du Nigeria voit le jour le 1er octobre 1963. Le pays devient alors une république du Commonwealth. Après l'abolition de la monarchie, l'ex-gouverneur général, Nnamdi Azikiwe, devient président du Nigeria, à titre cérémoniel, conformément à la Constitution de 1963.